# Chrysopogon nigritanus
Chrysopogon nigritanus är en gräsart som först beskrevs av George Bentham, och fick sitt nu gällande namn av Jan Frederik Veldkamp. Chrysopogon nigritanus ingår i släktet Chrysopogon och familjen gräs. Inga underarter finns listade i Catalogue of Life.